# Nikola Plećaš
Nikola Plecas (Nacido el 10 de enero de 1948, en Karlovac, RFS Yugoslavia), es un exjugador de baloncesto croata, que ocupaba la posición de escolta. Consiguió 7 medallas en competiciones internacionales con Yugoslavia.